# Redwitz an der Rodach
Redwitz an der Rodach település Németországban, azon belül Bajorországban. Lakosainak száma 3416 fő (2023. december 31.). Redwitz an der Rodach Burgkunstadt és Marktzeuln községekkel határos.

## Népesség
A település népessége az elmúlt években az alábbi módon változott:
| Lakosok száma | 853  | 1601 | 3198 | 3312 | 3386 | 3368 | 3334 | 3337 | 3358 | 3416 |
|               | 1875 | 1950 | 1975 | 1987 | 2012 | 2014 | 2016 | 2017 | 2021 | 2023 |